# ذي الحيكل (ذي السفال)

تعديل مصدري - تعديل

ذي الحيكل هي إحدى قرى عزلة شوائط بمديرية ذي السفال التابعة لمحافظة إب، بلغ تعداد سكانها 649 نسمة حسب تعداد اليمن لعام 2004.